# Alfred Thomalla
Alfred Thomalla (* 23. April 1934 in Rybnik, Polen; † 7. April 2018) war ein deutscher Szenenbildner und Filmarchitekt.

## Leben
Den größten Teil seiner Karriere arbeitete er in der DDR für die DEFA. Nach Anfängen in Unser Sandmännchen wirkte er als Filmarchitekt und Szenenbildner.
2011 wurde bekannt, dass er von 1962 an acht Jahre lang als Geheimer Informant für das Ministerium für Staatssicherheit (MfS) tätig war. 1970 brach er den Kontakt zum MfS ab, als er über einen bekannten Regisseur berichten sollte.
Er war der Vater der Schauspielerin Simone Thomalla und der Großvater der Schauspielerin Sophia Thomalla.

## Filmografie (Auswahl)
- 1965: Herr Iwan (Fernsehfilm)
- 1965: Das Kaninchen bin ich
- 1970: Unterwegs zu Lenin
- 1970: Die Russen kommen
- 1970/71: Karriere (1971)
- 1971: Anflug Alpha 1
- 1973: Nicht schummeln, Liebling!
- 1973: Drei Haselnüsse für Aschenbrödel
- 1974: Kaugummi für die Fünfte
- 1975: Mein lieber Mann und ich (Fernsehfilm)
- 1975: Bauernkrieg
- 1976: Jede Woche Hochzeitstag (Fernsehfilm)
- 1979: Abschied vom Frieden (insg. 3 Folgen)
- 1979: Das Pferdemädchen
- 1979: Schneeweißchen und Rosenrot
- 1980: Wie wär’s mit uns beiden?
- 1983: Wiesenpieper (Fernsehfilm)
- 1987: Maxe Baumann aus Berlin (Fernsehfilm)
- 1987: Claire Berolina (Fernsehfilm)
- 1987: Sidonies Bilder (Fernsehfilm)
- 1989: Die ehrbaren Fünf (Fernsehfilm)
- 1990: Immensee (Fernsehfilm)